# Lotzorai
Lotzorai is een gemeente in de Italiaanse provincie Nuoro (voormalig: Ogliastra) (regio Sardinië) en telt 2.144 inwoners (31-08-2021). De oppervlakte bedraagt 16,8 km², de bevolkingsdichtheid is 128 inwoners per km².
De volgende frazioni maken deel uit van de gemeente: Tancau sul Mare.

## Demografie
Lotzorai telt ongeveer 795 huishoudens. Het aantal inwoners steeg in de periode 1991-2001 met 3,3% volgens cijfers uit de tienjaarlijkse volkstellingen van ISTAT. 17 jaar later werd een nieuwe telling gehouden, het aantal inwoners is in vergelijking met de telling van 2001 met slecht 43 inwoners gestegen tot 2018, sindsdien is er een afname van het inwonertal. Er is sprake van een afname van het aantal inwoners in Lotzorai.
| Jaar | Inwoneraantal |
| ---- | ------------- |
| 1991 | 2.046         |
| 2001 | 2.114         |
| 2004 | 2.153         |
| 2018 | 2.157         |
| 2021 | 2.144         |
| 2023 | 2.118         |

## Geografie
Lotzorai grenst aan de volgende gemeenten: Baunei, Girasole, Talana, Tortolì, Triei, Villagrande Strisaili.
Arzana · Bari Sardo · Baunei · Cardedu · Elini · Gairo · Girasole · Ilbono · Jerzu · Lanusei · Loceri · Lotzorai · Osini · Perdasdefogu · Seui · Talana · Tertenia · Tortolì · Triei · Ulassai · Urzulei · Ussassai · Villagrande Strisaili
1. ↑  https://demo.istat.it/?l=it.
2. ↑  (it)  (15 januari 2021). Tancau sul Mare. Wikipedia.